# Selenops tenebrosus
Espèce
Selenops tenebrosus est une espèce d'araignées aranéomorphes de la famille des Selenopidae.

## Distribution
Cette espèce se rencontre au Zimbabwe et en Afrique du Sud au Limpopo et au Mpumalanga,..

## Description
La carapace de la femelle holotype mesure 8,3 mm de long sur 9,7 mm et l'abdomen 13,4 mm de long.

## Publication originale
- Lawrence, 1940 :  The genus Selenops (Araneae) in South Africa. Annals of the South African Museum, vol. 32, p. 555-608 (texte intégral).